# Liste des premiers ministres de l'Île-du-Prince-Édouard
Voici une liste des premiers ministres de l'Île-du-Prince-Édouard depuis que la création du poste lors de l'avènement du gouvernement responsable en 1851 dans la colonie. En 1873, l'Île-du-Prince-Édouard est devenue une province du Canada.

## Colonie (1851-1873)
|  | Photo | Nom                    | Parti        | Mandat     |
|  | ----- | ---------------------- | ------------ | ---------- |
|  |       | George Coles           | Libéral      | 1851-1854  |
|  |       | John Holl              | Conservateur | 1854-1855  |
|  |       | George Coles           | Libéral      | 1855-1859  |
|  |       | Edward Palmer          | Conservateur | 1859-1863  |
|  |       | John Hamilton Gray     | Conservateur | 1863-1865  |
|  |       | James Colledge Pope    | Conservateur | 1865-1867  |
|  |       | George Coles           | Libéral      | 1867-1869  |
|  |       | Joseph Hensley         | Libéral      | 1869       |
|  |       | Robert Poore Haythorne | Libéral      | 1869-1870  |
|  |       | James Colledge Pope    | Coalition    | 1870- 1872 |
|  |       | Robert Poore Haythorne | Libéral      | 1872-1873  |

## Province (depuis 1873)
|  | Photo | Nom                    | Parti                     | Mandat      |
|  | ----- | ---------------------- | ------------------------- | ----------- |
|  |       | James C. Pope          | Conservateur              | 1873        |
|  |       | Lemuel C. Owen         | Conservateur              | 1873-1876   |
|  |       | Louis Henry Davies     | Coalition                 | 1876-1879   |
|  |       | W.W. Sullivan          | Conservateur              | 1879-1889   |
|  |       | Neil McLeod            | Conservateur              | 1889-1891   |
|  |       | Frederick Peters       | Libéral                   | 1891-1897   |
|  |       | Alexander B. Warburton | Libéral                   | 1897-1898   |
|  |       | Donald Farquharson     | Libéral                   | 1898-1901   |
|  |       | Arthur Peters          | Libéral                   | 1901-1908   |
|  |       | Francis L. Haszard     | Libéral                   | 1908-1911   |
|  |       | Herbert James Palmer   | Libéral                   | 1911        |
|  |       | John A. Mathieson      | Conservateur              | 1911-1917   |
|  |       | Aubin-Edmond Arsenault | Conservateur              | 1917-1919   |
|  |       | John Howatt Bell       | Libéral                   | 1919-1923   |
|  |       | James D. Stewart       | Conservateur              | 1923-1927   |
|  |       | Albert C. Saunders     | Libéral                   | 1927-1930   |
|  |       | Walter M. Lea          | Libéral                   | 1930-1931   |
|  |       | James D. Stewart       | Conservateur              | 1931-1933   |
|  |       | William J.P. MacMillan | Conservateur              | 1933-1935   |
|  |       | Walter M. Lea          | Libéral                   | 1935-1936   |
|  |       | Thane A. Campbell      | Libéral                   | 1936-1943   |
|  |       | John Walter Jones      | Libéral                   | 1943-1953   |
|  |       | Alexander W. Matheson  | Libéral                   | 1953-1959   |
|  |       | Walter R. Shaw         | Progressiste-conservateur | 1959-1966   |
|  |       | Alexander B. Campbell  | Libéral                   | 1966-1978   |
|  |       | W. Bennett Campbell    | Libéral                   | 1978-1979   |
|  |       | J. Angus MacLean       | Progressiste-conservateur | 1979-1981   |
|  |       | James M. Lee           | Progressiste-conservateur | 1981-1986   |
|  |       | Joseph A. Ghiz         | Libéral                   | 1986-1993   |
|  |       | Catherine Callbeck     | Libéral                   | 1993-1996   |
|  |       | Keith Milligan         | Libéral                   | 1996        |
|  |       | Pat Binns              | Progressiste-conservateur | 1996-2007   |
|  |       | Robert Ghiz            | Libéral                   | 2007-2015   |
|  |       | Wade MacLauchlan       | Libéral                   | 2015-2019   |
|  |       | Dennis King            | Progressiste-conservateur | 2019-2025   |
|  |       | Rob Lantz              | Progressiste-conservateur | depuis 2025 |

## Anciens premiers ministres encore vivants
Depuis février 2021, sept anciens premiers ministres prince-édouardiens sont encore en vie, le plus âgé étant Alex Campbell (1966-1978, né en 1933). Le dernier premier ministre à mourir est James Lee (1981-1986) le 11 octobre 2023. Arthur Peters (1901-1908) et Walter Maxfield Lea (1930-1931, 1935-1936) sont les seuls premiers ministres à être morts en fonction.
| Nom                   | Terme     | Date de naissance |
| --------------------- | --------- | ----------------- |
| Alexander B. Campbell | 1966-1978 | 1er décembre 1933 |
| Catherine Callbeck    | 1993-1996 | 25 juillet 1939   |
| Keith Milligan        | 1996      | 8 février 1950    |
| Pat Binns             | 1996-2007 | 8 octobre 1948    |
| Robert Ghiz           | 2007-2015 | 21 janvier 1974   |
| Wade MacLauchlan      | 2015-2019 | 10 décembre 1954  |
| Dennis King           | 2019-2025 | 1er novembre 1971 |